# Шаховска студија
Шаховска студија је компонована шаховска позиција у којој постоји форсиран, јединствен пут до победе, или до ремија. Већ два века такву позицију из нејасних разлога зовемо студијом. Та позиција по правилу има карактер завршнице, јер аутор примењује уметнички принцип економичности и тежи што мањем броју фигура.
На једном високом нивоу, студија представља готово уметничку форму на коју се могу применити стриктни закони оригиналности, разноликости, креативности, склада и лепоте. При томе, наравно, студија мора бити коректна, а то је обавеза која од композитора студије захтева готово такву дисциплину каква се тражи у научном раду. Доказивање почива на анализи, и задатак је који многим ентузијастима представља велики изазов.
Студија није коректна у два случаја:
- ако постоји и помоћно решење с којим композитор студије није рачунао, или
- ако намеравано решење има пропуст.

Неопходна је велика вештина, по свом карактеру равна вештини практичног мајстора да се креира позиција у којој бели има јединствене потезе, а црни рачуна на занимљиву противигру.
Студије нису тако популарне као шаховски проблеми. Знатно су теже за решавање, а осим тога захтевају од решавача завидно познавање шаховских завршница, што је за разумевање решења преко потребно. Али, између студије и практичне игре постоји велика сродност и сваки шахиста налази задовољство у овој дубокој грани шаха, која понекад апсорбује целокупни интерес љубитеља, па се они за „обичну игру“ и не занимају.